# Kourosh Yaghmaei
Kourosh Yaghmaei (Shahrud, 3 dicembre 1946) è un musicista, compositore e produttore discografico iraniano.
Kourosh Yaghmaei ha iniziato la sua carriera nei primi anni '70. Considerato uno dei più grandi musicisti di rock psichedelico persiani nella storia della musica rock iraniana, è considerato come "il padrino del rock psichedelico iraniano", così come "il re del rock"
Nato nel 1946 a Shahrud da genitori Parsi, è poi cresciuto a Teheran. La maggior parte delle sue canzoni sono una combinazione di poesie classiche persiane, di suoi testi e di poesie contemporanee. I suoi stili musicali sono un misto di musica tradizionale persiana e rock degli anni '70 influenzato da band e artisti come Led Zeppelin e Pink Floyd. Ha ispirazioni stilistiche nel blues e nel rock così come nella musica folk iraniana. È meglio conosciuto a livello internazionale per la sua originale interpretazione del primo rock iraniano negli anni '70. Ha iniziato la sua carriera da solista nel 1973 con il suo primo singolo Gol-e Yakh (Fiore di ghiaccio) che è stato un enorme successo con oltre 5 milioni di copie vendute nel mercato interno. Successivamente ha pubblicato l'album Gol-e Yakh (1973) che includeva anche questa canzone. Molte delle sue canzoni sono ben note alla diaspora iraniana e in particolare i suoi singoli di successo come Gol-e Yakh, Havar Havar (Shout Shout), Khaar (Thistle), Leila, Paiz (Autumn), Reyhan ecc. Nel 2011, il suo primo album compilation Back From the Brink: Pre-Revolution Psychedelic Rock From Iran: 1973-1979 è stato pubblicato da Now-Again Records. Vogue ha descritto Yaghmei come "cantante psichedelico, elegante, baffuto e funky". È stato in esilio dall'Iran per 17 anni a partire dal 1979.

## Biografia
Kourosh Yaghmai ha iniziato a suonare all'età di dieci anni suonando il Santour (un dulcimer persiano), regalo di suo padre. Secondo la madre di Koresh: quando ha aperto il regalo, dopo qualche tentativo, ha iniziato a suonare una melodia. In cinque anni ha compiuto passi brillanti nel campo dell'esecuzione del Santour acquisendo una preziosa conoscenza della musica tradizionale iraniana.
All'età di quindici anni scelse di suonare la chitarra, che è sempre stato il suo strumento preferito, e dopo un po' divenne responsabile dell'orchestra e suonava la chitarra solista nei gruppi rock da lui formati. Alcuni anni dopo, alcuni gruppi professionali europei che vennero in Iran per eseguire programmi, quando incontrarono la sua maestria nel suonare la chitarra, lo invitarono a lavorare sulla chitarra solista e ad emigrare nel loro paese per registrare dischi a livello mondiale .
Nell'ultimo anno di università (specializzazione in sociologia), ha iniziato il suo primo lavoro professionale nel campo della composizione-orchestrazione-suono e canto con la canzoneGol-e Yakh (poesia del suo amico e compagno di classe Mehdi Akhwan Langroudi). Le opere di Koresh, in particolare Gole Yeh, è penetrata oltre i confini dell'Iran e lo ha portato alla fama mondiale.
Dal 1979 la trasmissione della voce di Koresh fu vietata per 17 anni. Durante questo periodo, ha trascorso la sua vita prima nel campo delle storie per bambini (libri e cassette) e presentando l'album Diar (un'orchestrazione di suoni popolari iraniani per una grande orchestra senza voce, la Grand National Orchestra) e poi insegnando chitarra. Dopo diciassette anni, revocato il divieto, il primo album con la sua voce fu presentato con il nome di Sib-e Noghreii (The Silver Apple) (1994). Dopo qualche tempo, furono pubblicati altri suoi album con i nomi di Moon and Leopard - Hungry Wolves (Film Music) - Nightmare - Sun Makeup - Silver Handle Gun.

## Discografia

### Studio albums
- Gol-e Yakh (1973)
- Hajm-e Khali (1975)
- Sarab-e To (1977)
- Diar (1987)
- Gorg haye Ghorosneh (1990)
- Sib-e Noghreii (The Silver Apple) (1994)
- Mah va Palang (1996)
- Parandeye Mohajer (1996)
- Kabous (Nightmare) (1997)
- Arayesh-E Khorshid (2000)
- Tofang-e daste Noghre (2001)
- Malek Jamshid (2016)
- Rebel (2024)

### Album dal vivo
- Sol-e 1 (1979)
- Sol-e 2 (1980)

### Greatest Hits
- Back from the Brink: Pre-Revolution Psychedelic Rock from Iran: 1973–1979 (2011)
- Happy Birthday (Joyful songs for Children) (2012)

### Singles
- "Gol-e Yakh" / "Del Dareh Pir Misheh" ("My Heart is Getting Old") (1973)
- "Khaar" ("Thistle") (1973)
- "Leila" / "Paiz" ("Autumn") (1974)
- "Sarab-e To" ("Your Mirage") / "Dar Enteha" ("At The End") (1977)
- "Hajm-e Khali" ("Empty Bulk") (1975)
- "Akhm Nakon" ("Don't Frown") (1975)
- "Eshghe Iran" ("Iran's Love") (1977)
- "Zadeye Mehr" ("Born to Kindness")(1997)
- "Ghahre Afyoun" (2012)
- "Vatan" ("Birth Country" "Iran") (2012)
- "Faaje-e" ("Crisis") (2013)
- "Kaabous" ("Nightmare") (1997)
- "Nowrouz ("Iranian New Year)" (2016)
- "Asmar Asmar" (2016)
- "Pedar" ("Father")
- "Shabe Yalda" ("Longest night of the year")
- "Nedamatgah" ("Jail")
- "Panjerei Roo Be Sobh" ("A Window Opens Toward Morning")
- "Marde Khakestari" ("A Gray Man" aka "Old Man")